# 야부우치 기요시
야부우치 기요시(일본어: 薮内 清: 1906년(메이지 39년) 2월 12일-2000년(헤이세이 12년) 6월 2일)는 일본의 천문학자・과학사학자다. 경도대학 명예교수. 처음에는 순수 천문학자였으나 신죠 신조의 영향을 받아 중국 역법사 연구로 전향했다.
효고현 고베시 출신. 코요중학교, 구제오사카고등학교(현 오사카대학) 이과병류를 거려 쇼와 4년(1929년) 경도제국대학 이학부 우주물리학과 졸업.
1929년 경도제국대학 부수(副手), 1935년(쇼와 10년) 동방문화학원 경도연구소(현 경도대학 인문과학연구소) 촉탁, 후에 동 기관 연구원을 역임했다. 1948년(쇼와 23년) 경도대학 연구원, 1949년(쇼와 24년) 동대학 인문과학연구소 교수로 임용되어 중국과학사 연구를 세계적 수준으로 진행시켰다. 1967년(쇼와 42년) 동 연구소 소장이 되었고, 그 사이 1955년(쇼와 30년)부터 일본천문학회 부이사장을 맡았다. 1969년(쇼와 44년) 경도대를 정년퇴직하고 동대학 명예교수가 되었다. 같은 해부터 1979년(쇼와 54년)까지 류코쿠대학 교수를 지냈다.
1970년(쇼와 45년) 자수포장 및 아사히상, 1972년(쇼와 47년) 미국과학사학회 조지 서튼 메달을 수상했다. 1976년(쇼와 51년) 훈2등 서보장을 받았다. 1983년 1월 일본학사원 회원으로 선출되었다.